# Leichtathletik-Weltmeisterschaften 2011/Teilnehmer (Tadschikistan)
| Goldmedaillen | Silbermedaillen | Bronzemedaillen |
| ------------- | --------------- | --------------- |
| —             | —               | —               |

Der Leichtathletik-Verband Tadschikistans stellte bei den Leichtathletik-Weltmeisterschaften 2011 im südkoreanischen Daegu eine Teilnehmerin und einen Teilnehmer.

## Ergebnisse

### Männer

#### Sprung/Wurf
| Athlet           | Disziplin  | Qualifikation | Qualifikation | Finale  | Finale |
| Athlet           | Disziplin  | Weite         | Platz         | Weite   | Platz  |
| ---------------- | ---------- | ------------- | ------------- | ------- | ------ |
| Dilschod Nasarow | Hammerwurf | 76,93 m       | 6             | 76,58 m | 10     |

### Frauen

#### Laufdisziplinen
| Athletin                | Disziplin | Qualifikation | Qualifikation | Vorlauf | Vorlauf | Halbfinale         | Halbfinale         | Finale             | Finale             |
| Athletin                | Disziplin | Zeit          | Platz         | Zeit    | Platz   | Zeit               | Platz              | Zeit               | Platz              |
| ----------------------- | --------- | ------------- | ------------- | ------- | ------- | ------------------ | ------------------ | ------------------ | ------------------ |
| Wladislawa Owtscharenko | 100 m     | 12,26 s       | 7             | 12,23 s | 45      | nicht qualifiziert | nicht qualifiziert | nicht qualifiziert | nicht qualifiziert |